# Parseierspitze
El Parseierspitze (3.036 m s. n. m.) es la montaña más alta de los Alpes calizos del Tirol septentrional y de todos los Alpes del noreste.
La primera ascensión a la cima la realizaron en 1869 los alpinistas Joseph Anton Specht y Peter Siess.
Según la clasificación SOIUSA, Parseierspitze pertenece a:
- Gran parte: Alpes orientales
- Gran sector: Alpes del noreste
- Sección: Alpes calizos del Tirol septentrional
- Subsección: Alpes de Lechtal
- Supergrupo: Cadena del Parseier
- grupo: Cadena Parseierspitze-Leiterspitze
- subgrupo: Grupo del Parseier
- Código: II/B-21.I-A.3.a/a